# الحجرو الشريفة (لعجاجرة)
الحجرو الشريفة هي إحدى مشيخات المملكة المغربية، تتبع جغرافيا لإقليم مولاي يعقوب وإداريًا للعجاجرة. يقدر عدد سكانها بـ 6839 نسمة حسب الإحصاء الرسمي للسكان والسكنى لسنة 2004.